# Le Plat Pays
Le Plat Pays ist ein französischsprachiges Chanson des belgischen Sängers Jacques Brel, das auf seinem Album Les Bourgeois am 15. März 1962 erschien. Unter dem Titel Mijn vlakke land sang es Brel auch auf Niederländisch. Die Musik sowie den französischen Text schrieb Brel selbst, die niederländische Übertragung stammt von Ernst van Altena. 
Das Lied ist Brels Hommage an seine belgische Heimat Westflandern. Er beschreibt darin die karge, windgepeitschte, teilweise trostlos erscheinende Landschaft. Da sich dieser Landschaftstyp auch in Teilen der Niederlande fortsetzt, ist die niederländische Version des Chansons im Nachbarland sehr beliebt.

## Entstehungsgeschichte
Als Inspiration diente Brel das Gedicht La Venoge des Schweizer Schriftstellers Jean Villard (genannt „Gilles“), in dem dieser den Flussverlauf der Venoge im Kanton Waadt beschreibt. Brel hatte Villard im Juli 1954 im Chez Gilles, einem Cabaret am Pariser Rive Droite kennengelernt. Als dieser dem Publikum sein Gedicht vortrug, sagte Brel sich: „Si quelqu'un arrive à parler aussi bien de son pays, je peux aussi parler du mien.“ („Wenn jemand so gut über sein Land sprechen kann, kann ich auch über mein Land sprechen.“)
Brel komponierte das Lied nicht in seiner belgischen Heimat, sondern in Roquebrune-Cap-Martin an der französischen Côte d’Azur unter der Sonne des Mittelmeers in einem angemieteten Schuppen. Am 6. März 1962 spielte er es im Studio Hoche in Paris ein, wobei er skeptisch über den möglichen Erfolg urteilte: „Trop triste! Pas assez dansant pour les discothèques!“ („Zu traurig! Nicht genug tanzbar für die Diskotheken!“) Das Lied wurde im selben Jahr auf Brels erster Schallplatte bei Disques Barclay veröffentlicht (die Platte trug später auf CD den Titel Les bourgeois), siehe die Liste der Chansons und Veröffentlichungen von Jacques Brel. Sein Wechsel von Philips zur Plattenfirma von Eddie Barclay hatte zuvor für erhebliches Aufsehen in der französischen Öffentlichkeit gesorgt.

## Aufbau und Musik

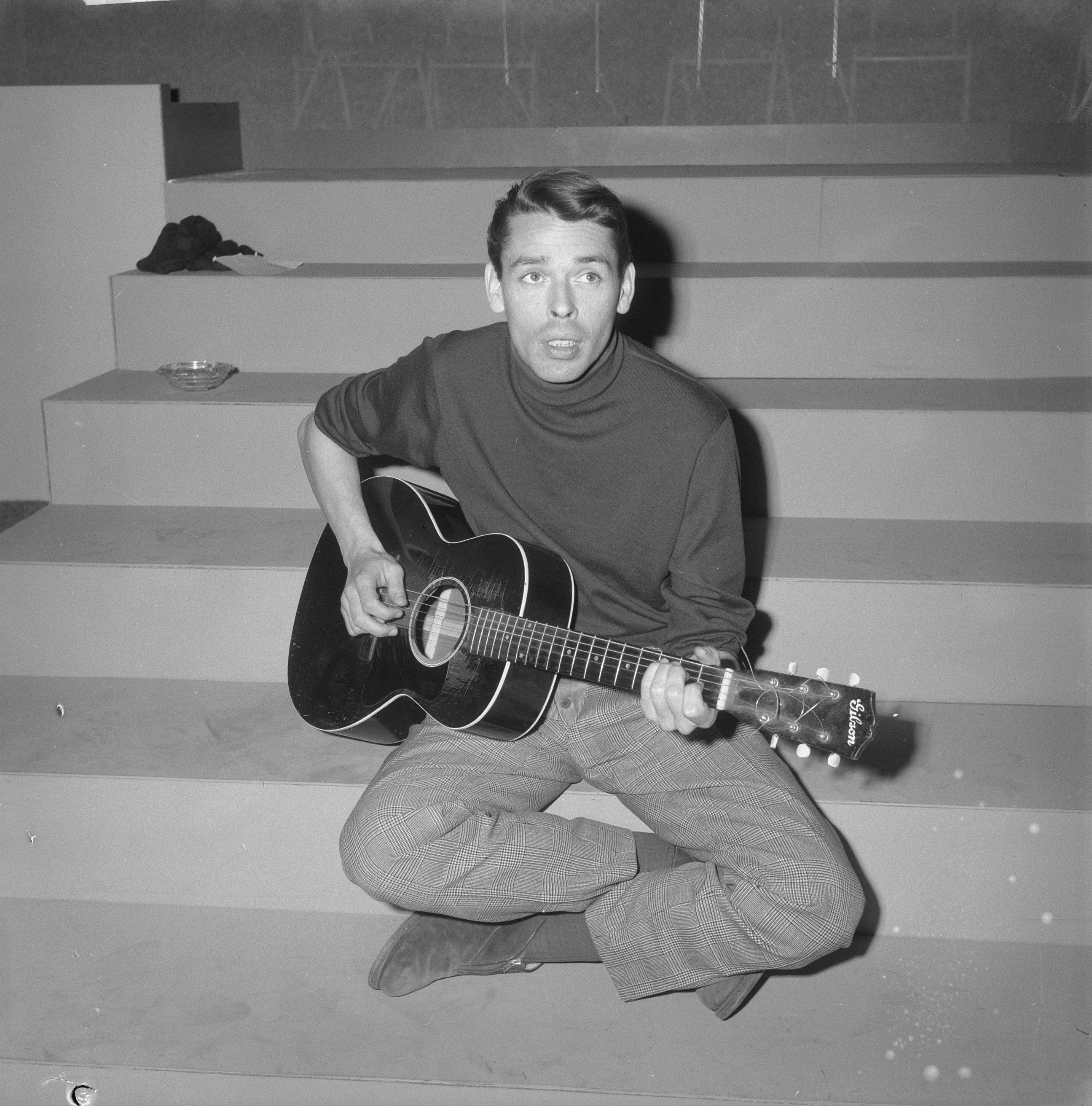
Jacques Brel (1962)

Ähnlich wie Brels Chanson Ces gens-là besteht Le Plat Pays aus vier Strophen, wobei auf drei eher gleichförmig und monoton vorgetragene Strophen eine gefühlsbetonte Schlussstrophe folgt. Anders als in Ces gens-là gibt es allerdings sowohl rhythmisch als auch melodisch und klanglich keinen Bruch zwischen der dritten und vierten Strophe. Die unterschiedliche Wirkung beruht rein auf dem Text und der Orchestrierung.
Die erste Strophe wird allein durch eine gezupfte Gitarre begleitet, die wellenartig auf- und abschwellt, was ganz besonders auf den Live-Einspielungen zu bemerken ist. In der zweiten und dritten Strophe gesellen sich die Ondes Martenot, ein ungewöhnliches monophones elektronisches Instrument, zum zarten Spiel der Gitarre. Für Stéphane Hirschi verleiht ihr singender Klang dem Text eine neue Dimension, als sei er ein Appell, sich zu erheben und davonzufliegen. In der vierten Strophe werden die Ondes Martenot durch Geigen ersetzt, die die Wärme des Südwinds verstärken. Am Ende des Stückes dringt ihr Ruf noch einmal durch die Geigen, ehe er ausklingt. Mit derselben suggestiven Wirkung hat Brel die Ondes Martenot auch schon in seinem Chanson La Fanette eingesetzt.
Le Play Pays und das frühe Chanson Quand on n’a que l’amour waren die einzigen Stücke in Brels Repertoire, auf denen sich der Chansonnier in den 1960er Jahren auf Konzerten noch selbst auf der Gitarre begleitete.

## Interpretation
Typisch für Brels Texte ist ein häufiger Einsatz von Neologismen, die sich laut Michaela Weiss durch ihre Prägnanz und Anschaulichkeit auszeichnen und vielfach Anthropomorphismen sind. So versteht auch Stéphane Hirschi das gesamte Chanson Le Plat Pays als einen Geo-Anthropomorphismus: Statt das Leben in einem Landstrich durch seine Bewohner darzustellen, suggeriert Brel ein Leben der Landschaft selbst. Den flachen, ausgedehnten Charakter der Landschaft unterstreicht er mit horizontalen Bewegungen und einer gedehnten Sprache, etwa dem anaphorischen „avec“ zu Beginn der Verse.
Ein Schlüsselwort der ersten Strophe ist „vague“ in seiner doppelten Bedeutung als Substantiv („Welle“) und Adjektiv („unklar, vage“). Die Landschaft erstreckt sich bis zum Meer und den Sanddünen („vagues de dunes“). Sie ist nicht starr, sondern belebt durch die Bewegung des Wassers. Auch die eigentlich festen Elemente, der Boden und die Felsen, sind vage, alles wird vom Meer überspült. In der zweiten Strophe wird dem horizontalen Land eine vertikale und spirituelle Sehnsucht gegenübergestellt. Anstelle der Formen der Natur tritt ein vom Menschen geschaffenes Relief: Kathedralen sind die einzigen Berge („uniques montagnes“), Kirchtürme erinnern an eingeseifte Volksfestmasten („mâts de cocagne“, ähnlich einem Maibaum). Man weiß nicht länger, ob die Landschaft dem Menschen ähnlich ist – oder der Mensch der Landschaft, er quasi „geographisiert“ ist. Steinerne Teufel („diables en pierre“) sind in der Lage, die Wolken zu erreichen und sie abzuhängen („décrochent“) wie Vorhänge. Der abgeschlossene Horizont zeigt erste Risse, durch die das Leben bricht. Auch wenn eine Reise, selbst eine einzige („unique voyage“), unmöglich scheint, der Regen alles überflutet, tritt ein trotziges Wollen („vouloir“) zutage.
Die dritte Strophe demonstriert durch ihren gleichförmigen Aufbau völlige Monotonie: sechs Verse beginnen mit „avec“, vier mit „avec un ciel“, zwei mit „avec un ciel si bas“ („mit einem so niedrigen Himmel“), zwei weitere mit „avec un ciel si gris“ („mit einem so grauen Himmel“). Zur Bekräftigung der Verzweiflung macht die Änderung eines Konsonanten aus „un canal s’est perdu“ („ein Kanal hat sich verirrt“) „un canal s’est pendu“ („ein Kanal hat sich erhängt“). In der vierten Strophe schließlich kommt es zum Aufbruch, zur Befreiung und Bewegung. Aus Italien kommt nicht nur der Sommer, auch die Kulturgeschichte, die sich etwa in der Architektur niederschlägt. Das Leben erwacht, das unklare und graue Land des Winters raucht („fumante“) und bebt („tremble“) unter der Julisonne. Die „fils de novembre“ („Söhne des Novembers“), die im Mai wiederkehren, lassen sich laut Hirschi unter anderem als Aussaat des Herbstes verstehen, die im Frühling erblüht. Andere Deutungen sind die im Frühjahr zurückkehrenden Zugvögel, Seeleute, die von großer Fahrt heimkehren, oder flämische Saisonarbeiter, die in der Industrie der Wallonie oder des französischen Grenzgebietes arbeiten.
Jede Strophe ist einem Wind gewidmet, dem nacheinander Ost-, West-, Nord- und Südwind. Laut Hirschi zeichnet Brel also eine Windrose, die horizontale Ausdehnung erstreckt sich in alle Windrichtungen. Jeder Strophe lässt sich laut Patrick Baton eine Jahreszeit zuordnen, so dass das Chanson auch auf dem Zeitstrahl durch das Jahr reist. Baton veranschaulicht die Struktur des Liedes in einer Tabelle:
| Strophe 1 | Strophe 3 | Strophe 2 | Strophe 4 |
| --------- | --------- | --------- | --------- |
| Ostwind   | Nordwind  | Westwind  | Südwind   |
| Herbst    | Winter    | Frühling  | Sommer    |

Brel folgt also in der Reihenfolge der Strophen nicht der Windrose oder dem Jahreslauf, sondern stellt jeweils komplementäre Himmelsrichtungen und Jahreszeiten einander gegenüber. Die erste Strophe zeigt den Herbst, in dem die Natur versucht, zu bewahren („tenir“ – „festhalten“), die zweite Strophe den Frühling, die Jahreszeit der keimenden Sehnsucht („vouloir“ – „wollen“), der Westwind ist regnerisch, aber warm. In der dritten Strophe, dem Winter, kapitulieren Mensch und Natur („craquer“ – „brechen“) unter dem eisigen Nordwind, in der vierten Strophe, dem Sommer, kehren Wärme und Licht zurück, das Leben triumphiert („chanter“ – „singen“). Herbst und Frühling bzw. Ost- und Westwind bilden die erste Achse des Liedes, Winter und Sommer bzw. Nord- und Südwind die zweite Achse.
In den ersten Versen der letzten Strophe werden weitere Gegensatzpaare aufgemacht: „l’Italie“ und „l’Escaut“: Italien steht stellvertretend für den Süden, und „Escaut“, der französische  Name der  Schelde, eines Flusses durch Belgien, der in den Niederlanden in die Nordsee mündet, für den Norden. Auch die beiden Frauennamen „Frida la blonde“ und „Margot“ sind ein solches Gegensatzpaar. Sie sind Antonomasien und tragen wiederum die Bedeutung zweier unterschiedlicher Landschaften in sich: Frida ist ein typisch flämischer Name (vgl. auch die angebetete Frida in Ces gens-là), sie ist ein Kind des Nordens, typischerweise blond. Margot ist als Vorname in der Gegend um Paris beliebt, sie ist das Kind des Südens, folglich brünett. In den beiden Namen schwingt auch ein erotischer Anklang: Frida ist eine Verkürzung von „frigida“ – „kalt“, man assoziiert auch „frigide“. Das Mädchen aus dem Norden ist traditionell eine „kühle Blonde“. Margot hingegen ist im Grand Larousse auch die Bezeichnung einer Elster oder eines Mädchens mit lockeren Sitten. Sie steht für die pikante Französin, die „brave Margot“, wie Georges Brassens eines seiner Chansons benannt hat. Dabei ist zu bemerken, dass die kalte Frida zu Margot wird („devient“), sie taut im Sommer auf wie ganz Flandern unter der italienischen Sonne.
Jede Strophe endet mit dem laut Baton „berühmten Refrain“ „Le Plat Pays qui est le mien“ („Das flache Land, das mir gehört“). Wo ein Adjektiv ausgereicht hätte, gönnt sich Brel den Luxus eines ganzen Relativsatzes, um seinen Besitzanspruch auszudrücken. Solcher Überfluss im Ausdruck und in der Bezeugung von Emotionen ist typisch für die Sprache von Kindern. Mit dem vorangestellten Adjektiv „plat“, das üblicherweise in der französischen Grammatik nachgestellt wird, ahmt Brel das belgische Niederländisch nach („het vlakke land“). Während Carole A. Holdsworth den einzeiligen Refrain, trotz aller schwierigen Beziehung Brels zu Belgien, als Bekenntnis seiner Liebe zu und Identifikation mit seinem Heimatland versteht, geht Hirschi mit seiner Deutung noch weiter: Indem Brel das Land zu „seinem“ macht, wird es zu seiner Kunstfigur, die seine Sicht auf Langeweile und Zerstreuung, auf einengenden Konformismus und den Ausbruch der Einbildungskraft ausdrückt. In diesem Sinne ist es für ihn auch nicht der singende Wind, sondern Brels eigener Gesang, auf den der Chansonnier den Zuhörer in der vorletzten Zeile aufmerksam macht: „Écoutez-le chanter“ („Hören Sie ihn singen“).

## Rezeption
Im Jahr 1969 wurde Le Plat Pays bei einer vom belgischen Rundfunk veranstalteten Wahl zum „chanson du siècle“ („Chanson des Jahrhunderts“) gewählt und verwies dabei Non, je ne regrette rien und Les Roses blanches auf die Plätze. Die Jury bestand aus Musikproduzenten und Hörern.
Coverversionen von Le Plat Pays wurden auf über 250 Tonträgern veröffentlicht. Es gibt mehrere Übertragungen ins Deutsche. Fritz Graßhoffs Fassung Mein flaches Land sangen unter anderem Lisbeth List (1970), Hildegard Knef (1978) und Katja Ebstein (2005, als Flaches Land) ein. Eine Version, die sich nahe an das Brel’sche Original hält, schuf Klaus Hoffmann 1977 mit Mein Flanderland.
Im Comic-Band Asterix bei den Belgiern wird das Lied zitiert; im französischen Original Astérix chez les Belges sagt der belgische Häuptling: „Dans ce plat pays qui est le mien, nous n’avons que des oppidums pour uniques montagnes.“ (deutsch: „In diesem flachen Land, welches das meine ist, haben wir nur Oppidums als einzige Berge.“).